# José Lourenço de Almeida Castelo Branco
José Lourenço de Almeida Castelo Branco (? - 30 de Abril de 2001) foi um advogado, juiz e político português.

## Biografia
Filho de João Lourenço Castelo Branco (Estremoz, Évora Monte, 15 de Agosto de 1884 - Lisboa, São Sebastião da Pedreira, 14 de Agosto de 1921) e de sua mulher Maria Inocência Dias de Almeida (Mora, Mora, 4 de Junho de 1886 - Lisboa, São Mamede, 21 de Janeiro de 1964).
Advogado, Juiz Conselheiro do Tribunal de Contas e Governador Civil do Distrito de Évora.

## Casamento e descendência
Casou em Lisboa, Mártires, a 12 de Fevereiro de 1943 com Maria da Conceição da Veiga Luz Coruche (Lisboa, São Sebastião da Pedreira, 18 de Outubro de 1920 - ?), que recebeu parte da Herdade do Pedrógão, em Lavre, filha unigénita de João Luís Luz Coruche (Lisboa, Mercês, 16 de Março de 1900 - Lisboa, São Mamede, 21 de Agosto de 1955), filho segundo do 2.º Visconde de Coruche e de mãe Francesa, e de sua mulher (Lisboa, São José, 15 de Setembro de 1919) Isabel da Veiga (Montemor o Novo, Lavre, 28 de Março de 1901 - ?), irmã de Simão Luís da Veiga Júnior e filha de Simão Luís da Veiga, da qual teve duas filhas casadas e com geração.